# Sebastián Gómez Londoño
Sebastián Gómez Londoño (Girardota, 3 giugno 1996) è un calciatore colombiano, centrocampista del Coritiba.

## Carriera

### Club
Cresciuto nel settore giovanile del Itagui Leones, debutta in prima squadra il 3 marzo 2016 in occasione dell'incontro di Copa Colombia pareggiato 0-0 contro il Real Cartagena.
Nel 2019 viene acquistato a titolo definitivo dall'Atlético Nacional.
Il 1º agosto 2023 viene acquistato dal Coritiba.

### Nazionale
Il 3 novembre 2021 riceve la sua prima convocazione con la nazionale colombiana in vista dei match di qualificazione per i mondiali contro Paraguay e Brasile.
L'11 dicembre 2023 esordisce in nazionale maggiore stesso nell'amichevole vinta 1-0 contro il Venezuela.

## Statistiche

### Presenze e reti nei club
Statistiche aggiornate al 16 agosto 2023.
| Stagione                 | Squadra                  | Campionato               | Campionato | Campionato | Coppe nazionali | Coppe nazionali | Coppe nazionali | Coppe continentali | Coppe continentali | Coppe continentali | Altre coppe | Altre coppe | Altre coppe | Totale | Totale |
| Stagione                 | Squadra                  | Comp                     | Pres       | Reti       | Comp            | Pres            | Reti            | Comp               | Pres               | Reti               | Comp        | Pres        | Reti        | Pres   | Reti   |
| ------------------------ | ------------------------ | ------------------------ | ---------- | ---------- | --------------- | --------------- | --------------- | ------------------ | ------------------ | ------------------ | ----------- | ----------- | ----------- | ------ | ------ |
| 2016                     | Itagui Leones            | B                        | 10         | 0          | CC              | 2               | 0               |                    | -                  | -                  |             | -           | -           | 12     | 0      |
| 2017                     | Itagui Leones            | B                        | 37         | 6          | CC              | 2               | 0               |                    | -                  | -                  |             | -           | -           | 39     | 6      |
| 2018                     | Itagui Leones            | A                        | 38         | 7          | CC              | 5               | 1               |                    | -                  | -                  |             | -           | -           | 43     | 8      |
| Totale Itagui Leones     | Totale Itagui Leones     | Totale Itagui Leones     | 85         | 13         |                 | 9               | 1               |                    | -                  | -                  |             | -           | -           | 94     | 14     |
| 2019                     | Atlético Nacional        | A                        | 31         | 1          | CC              | 1               | 0               | CL+CS              | 4+2                | 1+0                |             | -           | -           | 38     | 2      |
| 2020                     | Atlético Nacional        | A                        | 15         | 1          | CC              | 1               | 0               | CS                 | 3                  | 0                  |             | -           | -           | 19     | 1      |
| 2021                     | Atlético Nacional        | A                        | 36         | 3          | CC              | 7               | 1               | CL                 | 9                  | 0                  |             | -           | -           | 52     | 4      |
| 2022                     | Atlético Nacional        | A                        | 37         | 3          | CC              | 2               | 0               | CL                 | 2                  | 0                  |             | -           | -           | 41     | 3      |
| 2023                     | Atlético Nacional        | A                        | 16         | 0          | CC              | 0               | 0               | CL                 | 4                  | 0                  |             | -           | -           | 20     | 0      |
| Totale Atlético Nacional | Totale Atlético Nacional | Totale Atlético Nacional | 135        | 8          |                 | 11              | 1               |                    | 24                 | 1                  |             | -           | -           | 170    | 10     |
| 2023                     | Coritiba                 | A                        | 2          | 0          | CB              | 0               | 0               | -                  |                    |                    |             | -           | -           | 2      | 0      |
| Totale carriera          | Totale carriera          | Totale carriera          | 222        | 21         |                 | 20              | 2               |                    | 24                 | 1                  |             | -           | -           | 266    | 24     |

### Cronologia presenze e reti in nazionale
| Cronologia completa delle presenze e delle reti in nazionale ― Colombia | Cronologia completa delle presenze e delle reti in nazionale ― Colombia | Cronologia completa delle presenze e delle reti in nazionale ― Colombia | Cronologia completa delle presenze e delle reti in nazionale ― Colombia | Cronologia completa delle presenze e delle reti in nazionale ― Colombia | Cronologia completa delle presenze e delle reti in nazionale ― Colombia | Cronologia completa delle presenze e delle reti in nazionale ― Colombia | Cronologia completa delle presenze e delle reti in nazionale ― Colombia |
| Data                                                                    | Città                                                                   | In casa                                                                 | Risultato                                                               | Ospiti                                                                  | Competizione                                                            | Reti                                                                    | Note                                                                    |
| ----------------------------------------------------------------------- | ----------------------------------------------------------------------- | ----------------------------------------------------------------------- | ----------------------------------------------------------------------- | ----------------------------------------------------------------------- | ----------------------------------------------------------------------- | ----------------------------------------------------------------------- | ----------------------------------------------------------------------- |
| 11-12-2023                                                              | Fort Lauderdale                                                         | Colombia                                                                | 1 – 0                                                                   | Venezuela                                                               | Amichevole                                                              | -                                                                       |                                                                         |
| 16-12-2023                                                              | Los Angeles                                                             | Messico                                                                 | 2 – 3                                                                   | Colombia                                                                | Amichevole                                                              | -                                                                       |                                                                         |
| Totale                                                                  |                                                                         | Presenze                                                                | 2                                                                       |                                                                         | Reti                                                                    | 0                                                                       |                                                                         |

## Palmarès

### Club

#### Competizioni nazionali
- Copa Colombia: 1

Atlético Nacional: 2021
- Campionato colombiano: 1

Atlético Nacional: 2022 (Apertura)
- Súper Liga: 1

Atlético Nacional: 2023